# إمبراطورية السلاطين: الفن العثماني لمجموعة الخليلي
إمبراطورية السلاطين: الفن العثماني لمجموعة الخليلي، كان معرضًا متجولًا في الفترة من 1995م إلى 2004م، يعرض أشياءً من مجموعة الخليلي للفن الإسلامي. يضم المعرض حوالي مائتي معروضٍ، بما في ذلك الخط والمنسوجات والفخار والأسلحة والأعمال المعدنية، والتي توضّح الفن والحياة اليومية خلال ستة قرونٍ من حكم الإمبراطورية العثمانية. وقد تم إنشاء العديد من الأشياء لقادة الإمبراطورية، السلاطين. اثنتان من القطع الخطية كانتا من عمل السلاطين أنفسهم.
وفي تسعينيات القرن العشرين، استضافت مؤسسات في سويسرا والمملكة المتحدة وإسرائيل المعرض. وزار المعرض ثلاث عشرة مدينةً في الولايات المتحدة منذ عام 2000م إلى عام 2004م، وهي الفترة التي أصبح فيها الإسلام مثيرًا للجدل بشكلٍ خاصٍ بسبب هجمات 11 سبتمبر، والحروب اللاحقة في الشرق الأوسط. وصف النقاد المعرض بأنه واسع النطاق وغنيٌ بالمعلومات. وأشادوا به لعرضه أعمالاً فنيةً جميلةً - وذكروا الخط العربي على وجه الخصوص - ولتقديمه رؤيةً جديدةً للإسلام. وقد تم نشر الكتالوجات باللغتين الإنجليزية والفرنسية.

## خلفية

الدولة العثمانية سنة 1590م

استمرت الإمبراطورية العثمانية من القرن الثالث عشر حتى عام 1922م، وفي ذروتها كانت لها أراضٍ في ثلاث قاراتٍ: آسيا وأوروبا وأفريقيا. وفي عامي 1516م و1517م، استولت على مكة والمدينة والقدس، أقدس مدن الإسلام. على الرغم من كونها دولةً إسلاميةً رسميًا، إلا أن الإمبراطورية كانت متنوعةً ثقافيًا ومتعددة اللغات، بما في ذلك المسيحيون واليهود بالإضافة إلى المسلمين.
على مدار تاريخ الإمبراطورية العثمانية، كان حكامها السلاطين، رعاةً للفنون. في العاصمة القسطنطينية، أنشأوا معاهد لتدريب وتنظيم المهندسين المعماريين والفنانين، وأسسوا أنماطًا عثمانيةً مميزةً في الهندسة المعمارية، ورسوم المخطوطات، والتصميم. طوّر العثمانيون أنماطًا مميزةً من الخط الإسلامي، مما أدى إلى تحسين ممارسته لمدة 500 عامٍ تقريبًا. في القرن التاسع عشر كان من المعتاد أن يتلقى السلاطين أنفسهم تدريبًا على الخط. بلغت الإمبراطورية أعظم اتساعها في عهد سليمان القانوني في القرن السادس عشر. استخدم سليمان وخلفاؤه ثرواتهم لبناء قصر توبكابي ومباني أخرى في القسطنطينية، بما في ذلك مجمعات المساجد الكبيرة المزينة في الداخل بالنقوش المعمارية.
على مدى معظم تاريخه، اتسم الفن الإسلامي المقدس بالامتناع عن تصوير الكائنات الحية. اختلفت الثقافات والفترات الزمنية الإسلامية في كيفية تفسيرها لهذا الأمر، إما من حيث تطبيقه بشكلٍ ضيقٍ على الفن الديني أو على الفن ككل. قام الفنانون الإسلاميون بالتعويض عن القيود المفروضة على الفن التصويري باستخدام الخط الزخرفي والأنماط الهندسية وأوراق الشجر المنمقة المعروفة باسم الزخرفة العربية.
السير ناصر ديفيد خليلي هو باحثٌ ومقتنيٌ ومحسنٌ بريطانيٌ إيرانيٌ جمع أكبر مجموعةٍ خاصةٍ في العالم من الفن الإسلامي. تمتد مجموعة خليلي للفن الإسلامي على الفترة الزمنية من 700 إلى 2000 وتشمل الأعمال الفنية الدينية والأشياء الزخرفية بالإضافة إلى تلك ذات الأغراض الدنيوية. كان معرض إمبراطورية السلاطين أول معرضٍ مأخوذٍ بالكامل من هذه المجموعة، وأول معرضٍ كبيرٍ في معرض بروناي التابع لمدرسة الدراسات الشرقية والأفريقية ولم يتم عرض بعض متعلقاتها على الجمهور من قبل.

## محتويات المعرض

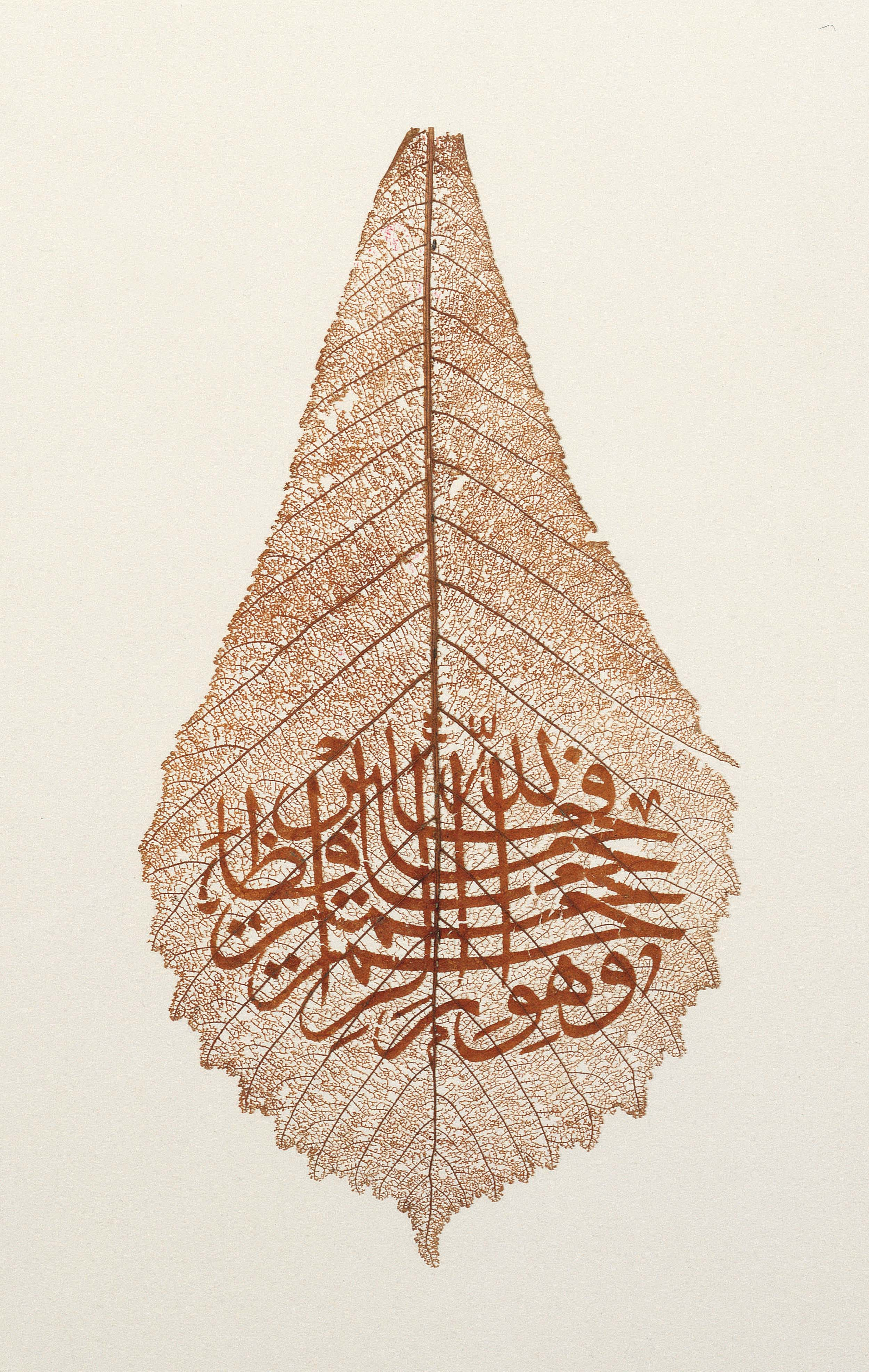
تكوين خطي على أوراق شجر الكستناء الحصاني، القرن التاسع عشر

كان أمناء المعرض هم جيه إم روجرز، أمين المجموعة الفخري؛ ونهلة نصار، أمينة المعرض بالنيابة ومسجلة المعرض. تم عرض أكثر من 200 قطعةٍ تغطي ستة قرونٍ من الإمبراطورية العثمانية. تنقسم هذه المعروضات إلى أربعة أقسام. ويضم معرض "في خدمة الله" نصوصًا من القرآن الكريم، بالإضافة إلى أثاث وزخارف لتزيين المساجد. "السلاطين والجنود والكتبة" شملت الدروع واللافتات والوثائق المتعلقة بإدارة الإمبراطورية. تشمل "الفنون والحرف اليدوية" الأعمال المعدنية، والمنسوجات، والزجاج، والسيراميك. وأخيرًا، تضمنت "الكتب واللوحات والمخطوطات" لوحات المخطوطات والأعمال الخطية والأدوات المرتبطة بالخط وتجليد الكتب. كانت معظم الأشياء الموجودة في المعرض تحمل شكلًا من أشكال الخط.
كانت بعض الأماكن تحتوي على محطاتٍ صوتيةٍ تسمح للزوار بالاستماع إلى الموسيقى من تركيا العثمانية والاستماع إلى القصص باللغتين العربية والإنجليزية. في جامعة بريغهام يونغ، قام النجارون بإعادة إنشاء واجهات المساجد التركية.

### في خدمة الله
وتضمنت المخطوطات الدينية اثنين وثلاثين نسخةً من القرآن الكريم أو أجزاءً من القرآن الكريم مكتوبةً بخط اليد. شملت هذه الأعمال أعمال خطاطين بارزين مثل أحمد قره حصاري، والشيخ حمد الله، وحافظ عثمان، ومصطفى عزت أفندي. ومن بين الأعمال الأدبية الأخرى مثنوي جلال الدين الرومي ودلائل الخيرات، وهي مجموعةٌ من الأدعية. وقد استُخدمت الدوائر الخشبية، المرسومة عليها آياتٍ قرآنيةً أو أسماء النبي الإسلامي محمد والخلفاء الأوائل، لتزيين المساجد. وتم تطريز خطوطٍ زخرفيةٍ مماثلةٍ على منسوجات الحرير أو الساتان، بما في ذلك لوحةٌ من الساتان الأسود من غطاء باب الكعبة. وأيضًا أثاثات المسجد المعروضة الشمعدانات وتجهيزات الأبواب الزخرفية المصنوعة من النحاس أو النحاس الأصفر. كانت هناك بوصلات القبلة المستخدمة لتحديد اتجاه مكة للصلاة وأرباع الإسطرلاب لمعرفة وقت الصلاة من طلوع النجوم.

### السلاطين والجنود والكتبة

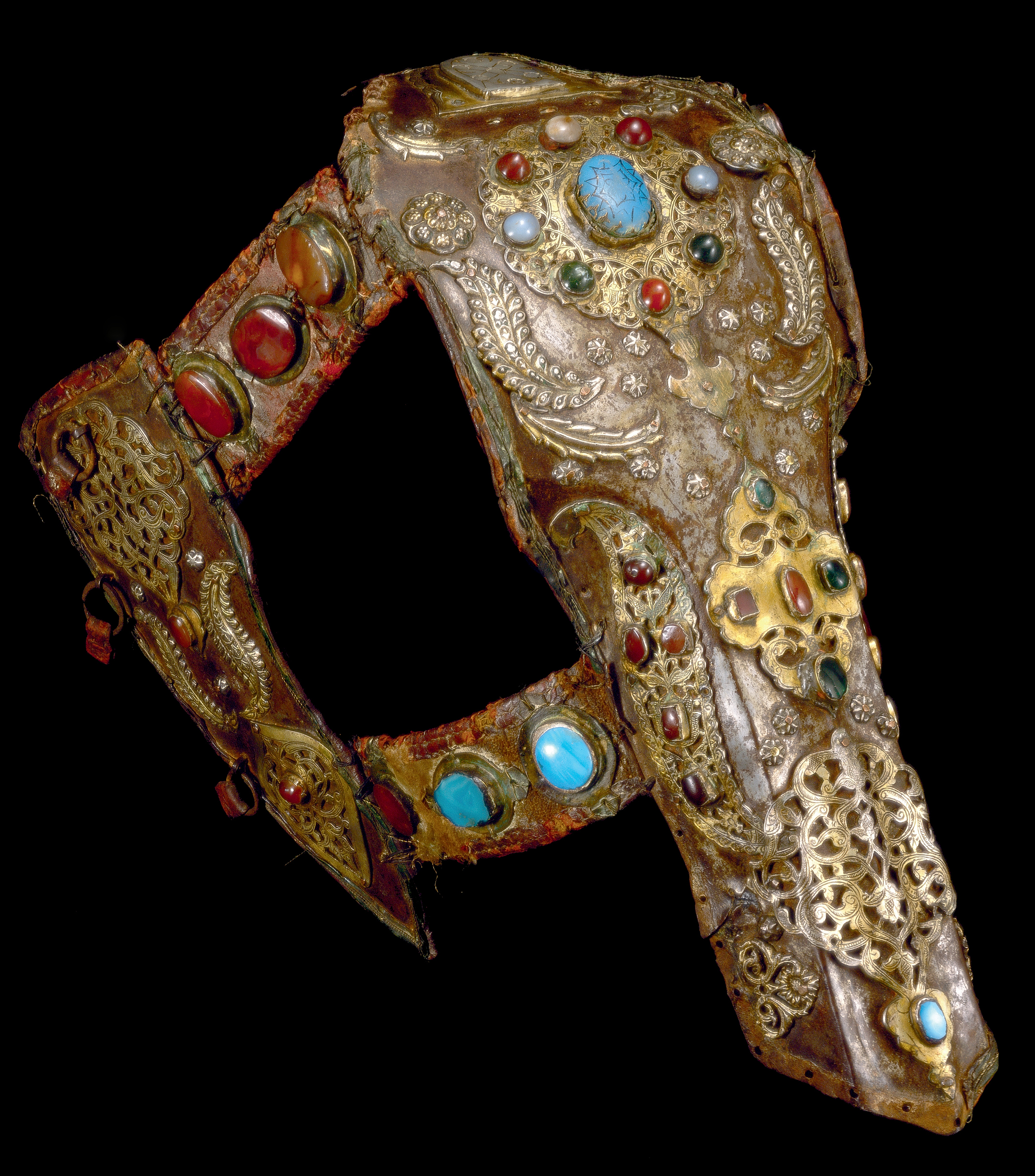
شامفرون وقطع الخد (درع للحصان)، القرن الثامن عشر

وتضمنت الدروع المعروضة خوذاتٍ وقمصانًا بريدية وقناع حربٍ يعود تاريخه إلى القرن الخامس عشر. كانت هذه الأدوات مصنوعةٌ في الغالب من الحديد أو الفولاذ. كان بعض هذا الدرع مخصصًا للخيول: دروعٌ من نوع الشامفرون التي تحمي وجوهها، كما كانت تُستخدم أيضًا لأغراضٍ زخرفيةٍ. تم تزيين قميص تعويذي من القطن بآياتٍ قرآنيةٍ وأدعيةٍ وأسماء الله الـ 99. شملت الأسلحة المعروضة الخناجر والسيوف والبنادق ذات الصوان، وكثيرٌ منها يحمل نقوشًا وأنماطًا زخرفيةً رائعةً تم إنشاؤها عن طريق الزخرفة بالدمشق (تطعيم أسلاكٍ من الذهب والفضة في سطحٍ معدنيٍ). وتضمنت الخناجر والسيوف أقدم مثالٍ متبقٍ لسيفٍ إسلاميٍ منحنيٍ نقش عليه اسم بيبرس، وهو سلطانٌ مملوكيٌ من القرن الثالث عشر. أخذ العثمانيون هذا من مصر وأضافوا إليه الدمشقي الذهبي. وكانت الرايات العسكرية تحمل أسماء الله ومحمد إلى جانب الأدعية. كانت الصورة المميزة للرايات العثمانية هي ذو الفقار، السيف ذو الشفرتين الذي يقال أن محمدًا أخذه في معركة بدر. وقد تم تضمين جزءٍ من إحدى هذه اللافتات في المعرض.
وتضمنت الوثائق منح الأراضي والدخل. باعتبارها إعلاناتٍ رسميةً للسلطان، فقد استخدمت هذه الخطاطات المزخرفة للغاية، وتضمنت طغراء السلطان، وهو حرفٌ واحدٌ متقنٌ كان بمثابة ختمهم الرسمي. وشمل العرض طغراء سليمان القانوني، وسليم الثاني، ومراد الثالث، وأحمد الأول، ومحمد الرابع، وعبد الحميد الأول، وعبد المجيد الأول. وقد تضمنت مخطوطتان قصصًا عن السلاطين، مزينةً بلوحاتٍ بورتريه.

### الفنون والحرف اليدوية
وتضمن القسم الثالث الأعمال المعدنية والفخار واليشم والمنسوجات. كانت الأدوات المعدنية المنزلية مصنوعةٌ من الفضة أو النحاس أو النحاس المطلي بالذهب. تشمل المنسوجات التي تعود إلى القرنين السادس عشر والسابع عشر السجاد وألواح اللامباس الحريرية المنسوجة من مواقع حول الإمبراطورية العثمانية.
في أواخر القرن السادس عشر، استخدم العثمانيون الفخار الإزنيقي، بألوانه الجريئة على الأبيض، لتزيين القصور الإمبراطورية والمساجد. تم تضمين العديد من الأمثلة من إزنيق في المعرض، بما في ذلك البلاط والأطباق والمزهريات. وتضمنت الفخاريات الأخرى المعروضة أطباقًا فخاريةً من سوريا ومجموعةً من اثني عشر وعاءً فخاريًا صنعت في عام 1860م، وكل منها مكتوبٌ عليها باللغة العربية "الغرفة الإمبراطورية" و"هديةٌ لفخامة الرئيس أبراهام لينكولن". لم يتمكن القائمون على المعرض من تحديد سبب أو مكان تقديم هذه الهدية إلى لينكولن، باستثناء أن النقش يشير إلى أنها صنعت في تركيا. لوحة بلاطٍ من القرن السادس عشر أو السابع عشر، 207 by 112.5 سنتيمتر (6.79 قدم × 3.69 قدم) ، تحمل بيانين مكتوبين بالخط العربي للإيمان، مما يشير إلى أنها صنعت لتزيين مسجد.

### الكتب واللوحات والمخطوطات

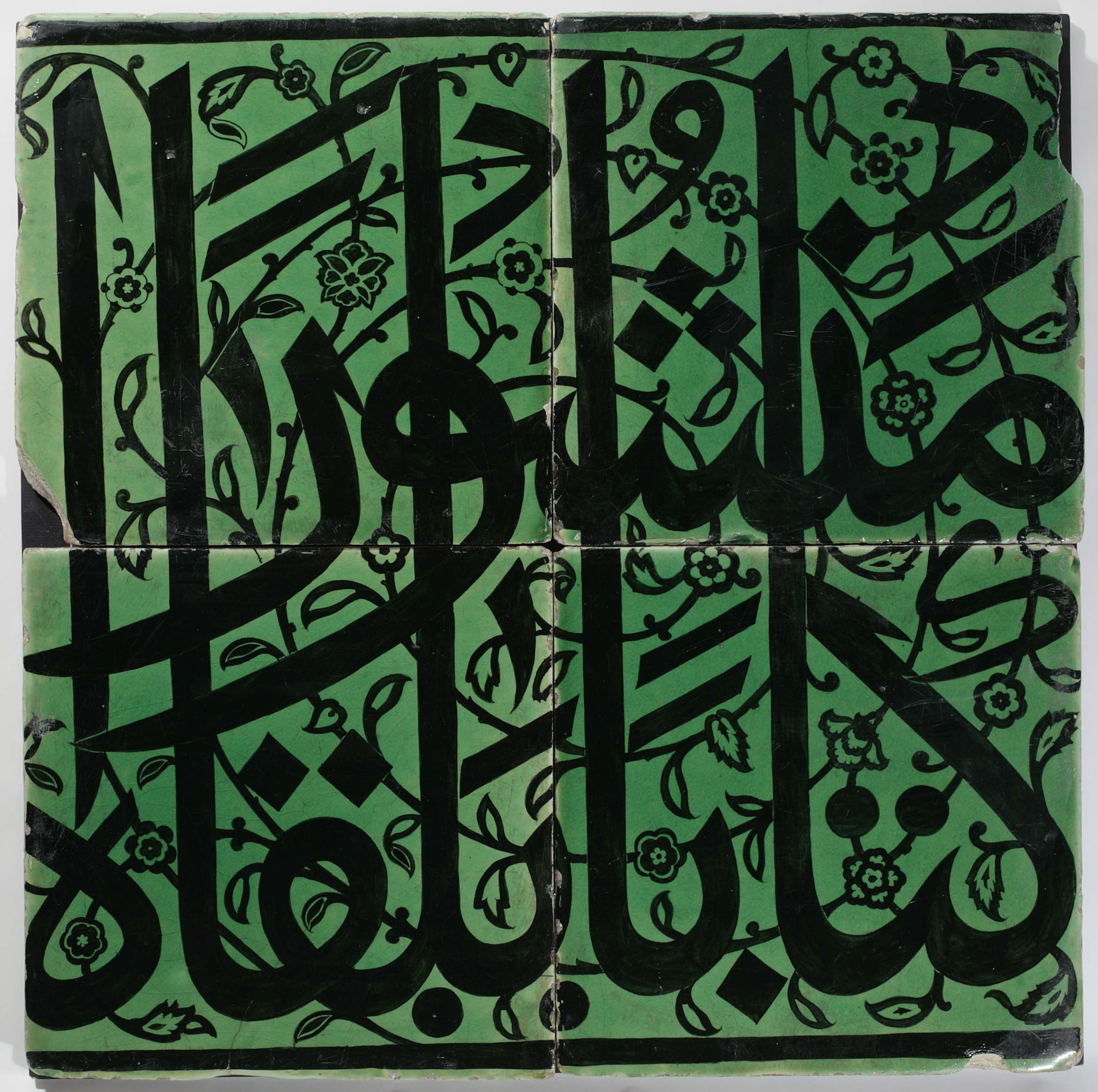
أربع بلاطاتٍ من إفريز عليها نقشٌ مكتوبٌ بالخط العربي من السورة السابعة عشر من القرآن الكريم ، ق. 1550

وتضمن القسم الأخير من المعرض أعمالاً خطية، ولوحاتٍ مخطوطيةً، وتجليدات كتبٍ مزخرفةٍ، وأدواتٍ يستخدمها الخطاطون. وتضمنت الأعمال الخطية لوحاتٍ منفردةٍ وألبوماتٍ وكتاباتٍ على أوراق. وكان من بين كتابتهم خطاطون بارزون مثل الشيخ حمد الله، ومحمود جلال الدين أفندي، ومحمد شفكي أفندي. كان المعرض يحتوي على لوحاتٍ خطيةٍ لسلطانين، عبد المجيد الأول ومحمود الثاني. أحد أنواع الأعمال الخطية الخاصة بالإسلام هو حلية، وصفٌ بالكلمات لصفات محمدٍ. تم عرض العديد من أمثلة التلال. اتبعت بعض هذه النسخ نمطًا قياسيًا مع النص الرئيسي داخل ميداليةٍ مركزيةٍ وأسماء واقتباساتٍ إضافيةٍ في الألواح المحيطة؛ وكان للبعض الآخر تخطيطاتٍ غير تقليديةٍ أو تضميناتٍ نصيةٍ.

ومن بين اللوحات والرسومات كانت هناك صورٌ شخصيةٌ من مخطوطاتٍ شعريةٍ، مرسومةٍ داخل حدودٍ زخرفيةٍ متقنةٍ، ومثالان لأسلوب الساز الذي يجمع بين أوراق الشجر والمخلوقات الخيالية.

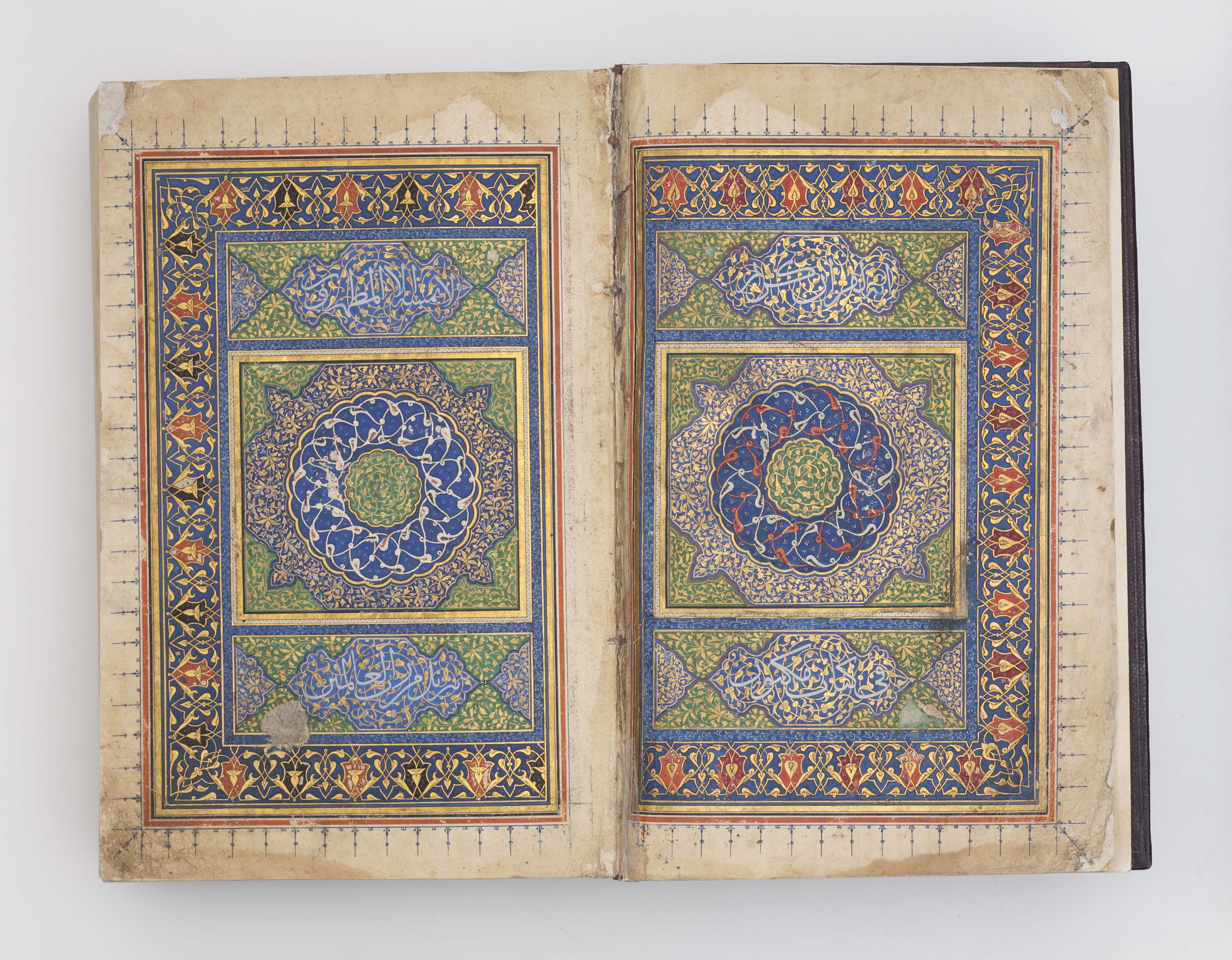
سجادة محراب، أواخر القرن السادس عشر أو أوائل القرن السابع عشر
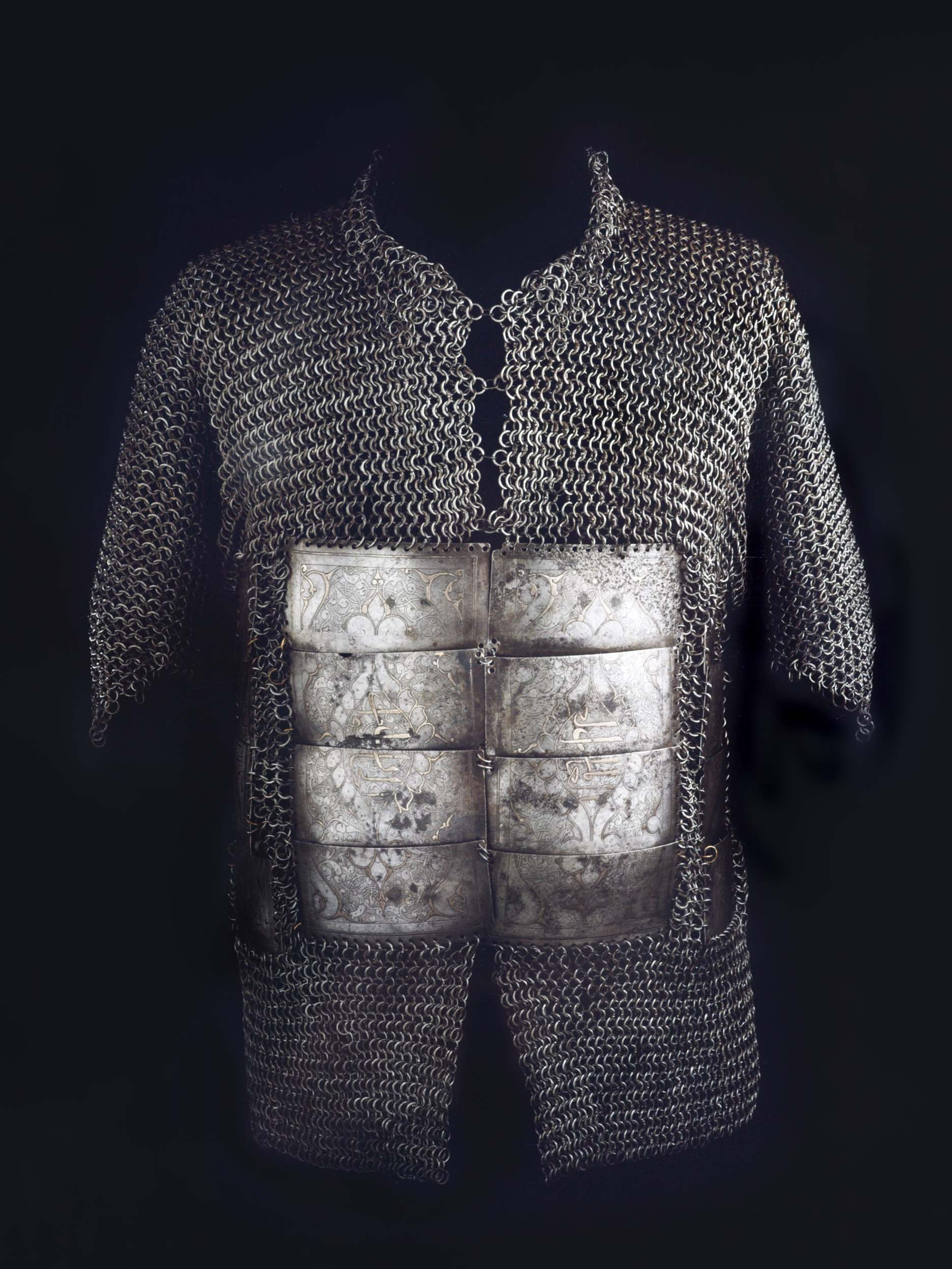
قميص بريدي متسلسل ولوح، أواخر القرن الخامس عشر أو أوائل القرن السادس عشر
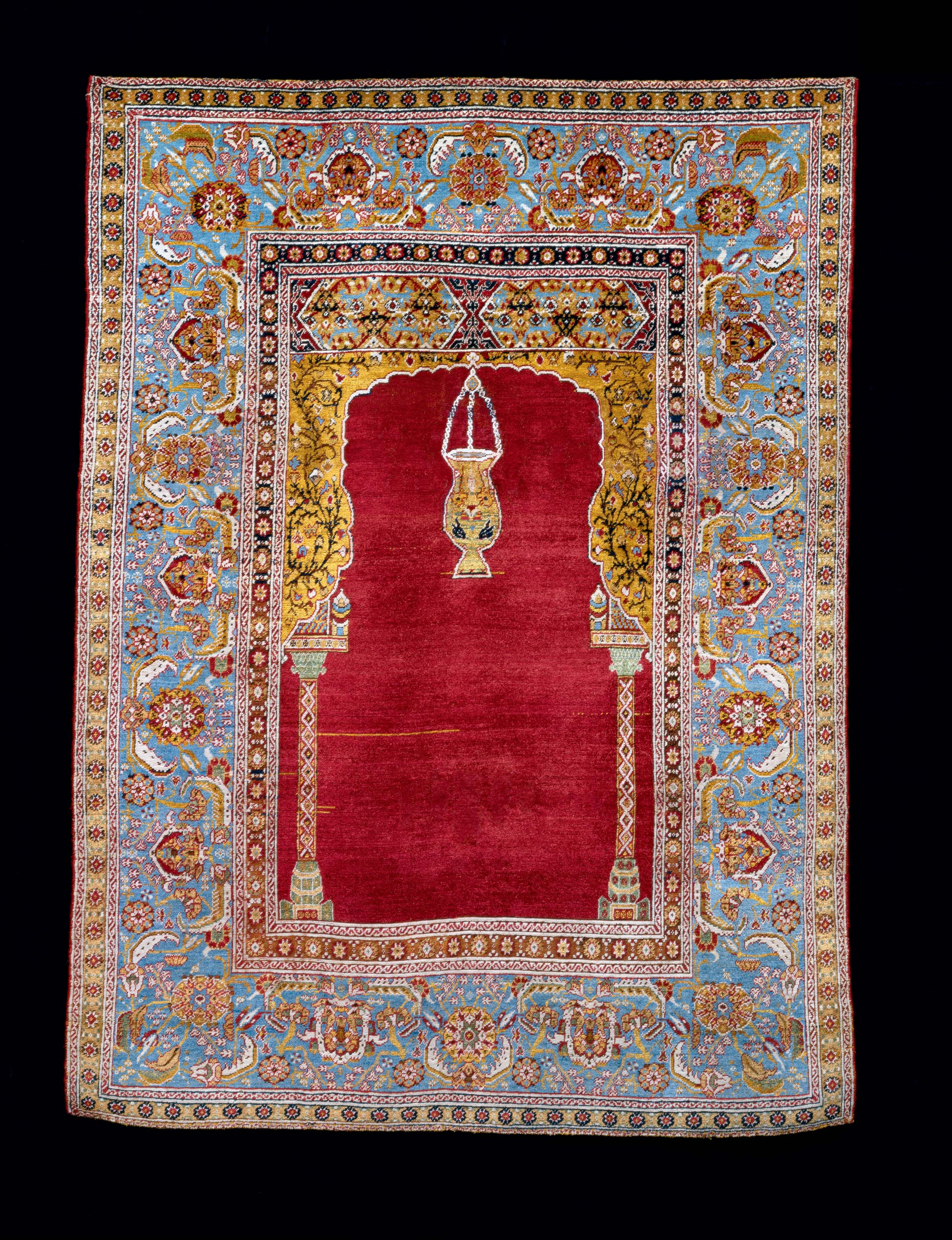
القرآن الكريم، مجلد واحد،ق. 1470

## الأماكن

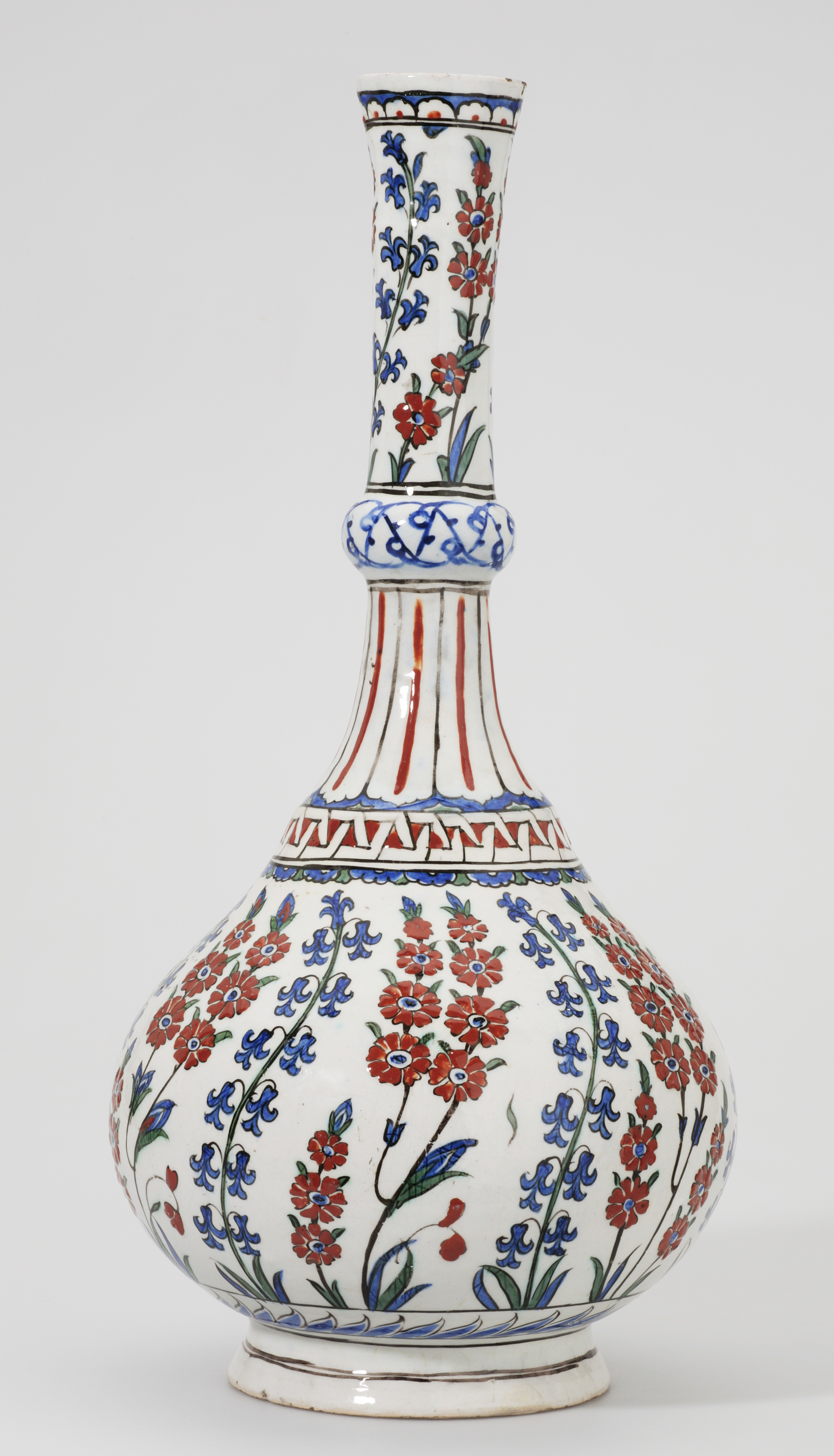
قارورة من إزنيق، ق. 1560–1580

وقد سافر المعرض إلى ما مجموعه ستة عشر موقعًا في أربع دولٍ. وتستضيف بعض الأماكن فعالياتٍ خاصةً، بما في ذلك عروض الموسيقى التركية، وعروض الأفلام، والمحاضرات، وعروض الخط العربي.
- متحف راث، جنيف، سويسرا، يوليو-سبتمبر 1995م
- معرض بروناي، كلية الدراسات الشرقية والأفريقية، جامعة لندن، المملكة المتحدة، يوليو-أكتوبر 1996م
- متحف إسرائيل، القدس، إسرائيل، ديسمبر 1996م – يونيو 1997م

أقيم ثلاثة عشر معرضًا في الولايات المتحدة، وهي المرة الأولى التي يقام فيها معرضٌ من مجموعة الخليلي في أمريكا الشمالية.
- جمعية الفنون الأربعة، بالم بيتش، فلوريدا، فبراير-أبريل 2000م
- معهد ديترويت للفنون، ديترويت، ميشيغان، يوليو-أكتوبر 2000م
- متحف ألباكركي للفنون والتاريخ، ألباكركي، نيو مكسيكو، أكتوبر 2000م – يناير 2001م
- متحف بورتلاند للفنون، بورتلاند، أوريغون، يناير-أبريل 2001م
- متحف الفن الآسيوي في سان فرانسيسكو، سان فرانسيسكو، كاليفورنيا، أغسطس-أكتوبر 2001م
- متحف بروس للفنون والعلوم، جرينتش، كونيتيكت، أكتوبر 2001م – يناير 2002م
- متحف ميلووكي للفنون، ميلووكي، ويسكونسن، فبراير-أبريل 2002م
- متحف كارولينا الشمالية للفنون، رالي، كارولينا الشمالية، مايو-يوليو 2002م
- متحف الفن، جامعة بريغهام يونغ، بروفو، يوتا، أغسطس 2002م – يناير 2003م
- متحف أوكلاهوما سيتي للفنون، أوكلاهوما سيتي، أوكلاهوما، فبراير-أبريل 2003م
- المركز الأول للفنون البصرية، ناشفيل، تينيسي، مايو-أغسطس 2003م
- متحف الفنون والعلوم، ماكون، جورجيا، أغسطس-نوفمبر 2003م
- مركز فريك للفنون والتاريخ، بيتسبرغ، بنسلفانيا، نوفمبر 2003م – فبراير 2004م

## الاستقبال والتراث

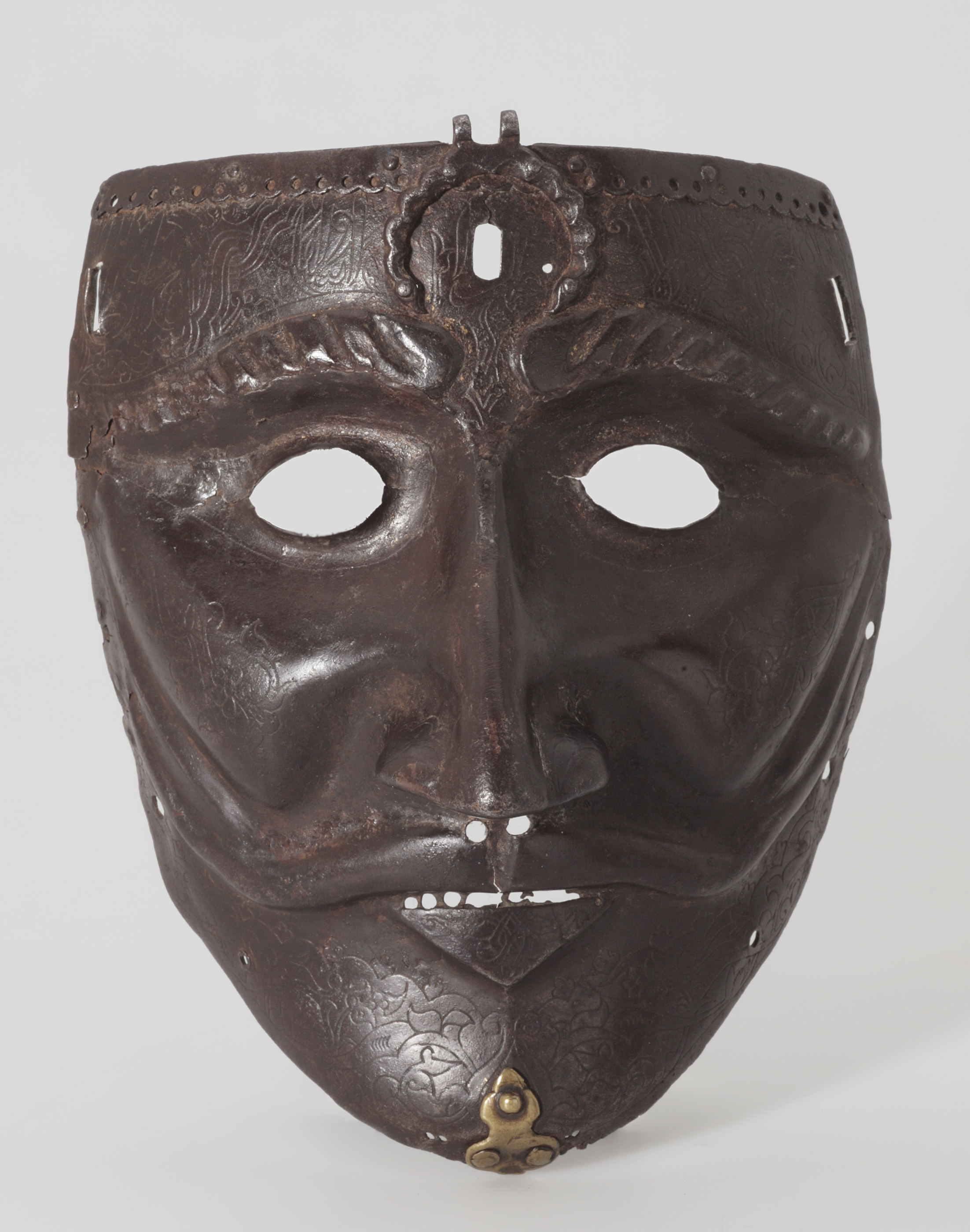
قناع حرب، أواخر القرن الخامس عشر

ووصف النقاد كتاب إمبراطورية السلاطين بأنه كتابٌ واسعٌ وغنيٌ بالمعلومات. وفي مراجعةٍ لمعرض جنيف لصحيفة فاينانشال تايمز، لاحظت سوزان مور أنه "لا توجد مجموعةٌ أخرى خارج إسطنبول تتمتع بتنوع المواد الكافية لتقديم مثل هذه النظرة الشاملة الواسعة النطاق للثقافة العثمانية. وقد حددت إنجازها الرئيسي باعتباره إظهارًا لكيفية تأثر العالم العثماني بغزوه لأراضٍ أخرى. قالت مجلة الشرق الأوسط إن معرض بروناي قدم عرضًا "مُنسقًا بشكلٍ جميلٍ" "يُظهر بذكاءٍ كيف كان الفن جزءًا لا يتجزأ من الحياة اليومية العثمانية". استنتجت صحيفة كولومبيان من معرض بورتلاند أن "مجموعة ناصر د. خليلي من كنوز الفن الإسلامي واسعة النطاق لدرجة أنها تكاد تعيد الإمبراطورية العثمانية إلى الحياة". ووصفت صحيفة نيويورك تايمز "هذا الكنز من المعرض" في متحف بروس بأنه "معرضٌ مثيرٌ للإعجاب".
وأشاد النقّاد بجمال الأعمال الفنية المعروضة. وصفت صحيفة ألبوكيرك تريبيون معرض إمبراطورية السلاطين بأنه "معرضٌ مذهلٌ لكنوز الإمبراطورية العثمانية" حيث أن 225 قطعةً "مذهلةً بكل بساطةٍ". في مراجعةٍ لصحيفة سان فرانسيسكو كرونيكل، وجد ديفيد بونيتي أن جميع الأشياء "مثيرةٌ للاهتمام على الأقل" وأن أفضلها "رائعةٌ"، ووصف السجاد والسيراميك بأنها أبرز الأشياء. في صحيفة The Capital Times، وصف كيفن لينش معرض ميلووكي بأنه "عرضٌ رائعٌ وهادئٌ" و"يجب على أولئك الذين يريدون الوضوح في هذه الأوقات العصيبة مشاهدته". في مراجعته للعام 2002م، أطلق لينش على إمبراطورية السلاطين لقب رابع أفضل حدثٍ للفنون البصرية. في مراجعةٍ للمعرض اللندني لصحيفة التايمز، وجد جون راسل تايلور أنه من المؤسف أن بعض الأشياء الأكثر إثارةً للاهتمام التي عُرضت في جنيف قد تم استبعادها من معرض بروناي (عادةً بسبب نقص المساحة)، لكنه قال إن العرض المحدود إلى حدٍ ما لا يزال يتضمن "العديد من الجواهر الحقيقية للفن المهم".
وقد نال فن الخط، على وجه الخصوص، الثناء. وكتبت وكالة أسوشيتد برس أن جمالها يمكن تقديره حتى من قبل الزوار الذين لا يفهمون الكتابة العربية. وصف آلان رايدنج في صحيفة نيويورك تايمز الخط الذي ظهر في السنوات الأخيرة من حكم الإمبراطورية العثمانية بأنه "أعمالٌ ذات دقةٍ غير عاديةٍ". في صحيفة أوكلاهومان، وصف جون براندنبورج قسم الخط بأنه الجزء الأقوى في المعرض، قائلاً إن "المزيج الرائع بين الفن والعلم بالإضافة إلى التاريخ العسكري والثقافي" قد يتطلب أكثر من زيارةٍ واحدةٍ لاستيعابه. سلطت صحيفة أتلانتا جورنال كونستيتيوشن الضوء على الخط "الرائع" بالإضافة إلى اللوحات المصغرة "الرائعة".

ووصف فيلم "إمبراطورية السلاطين" بأنه يُظهر الإسلام بطريقةٍ تتناقض مع التحيزات القائمة والتغطية الإعلامية الحالية. ووصفت صحيفة سولت ليك تريبيون معرض جامعة بريغهام يونغ بأنه "جزءٌ من الفن الزخرفي، وجزءٌ من درس التاريخ الثقافي"، وأشادت به لمشاركته الثقافة الفنية للعالم الإسلامي في وقتٍ كانت فيه الإشارات الإخبارية إلى الإسلام تهيمن عليها الحرب في الشرق الأوسط. قال السيناتور الأمريكي جون إدواردز عن معرض كارولينا الشمالية في عام 2002م: "منذ الحادي عشر من سبتمبر، بدأ الأمريكيون يطرحون المزيد من الأسئلة [...] حول الإسلام والثقافات الإسلامية بشكلٍ عامٍ. يقدم معرض متحف الفن فرصًا لتعزيز فهمنا للتاريخ الثقافي الغني والمتنوع للإسلام، بالإضافة إلى الأحداث التي تحدث اليوم." أوصت مجلة نيو ستيتسمان "بمعرضٍ لا يمكن تفويته" يُظهر الثقافة العثمانية بشروطها الخاصة بدلاً من اتباع الأفكار المسبقة الغربية. رأت صحيفة بيتسبرغ بوست جازيت أن المعرض يمثل بديلاً للطريقة التي يتم بها تصوير الإسلام في التقارير الإخبارية وللرؤية الرومانسية للعالم العربي باعتباره غامضًا وبعيدًا.

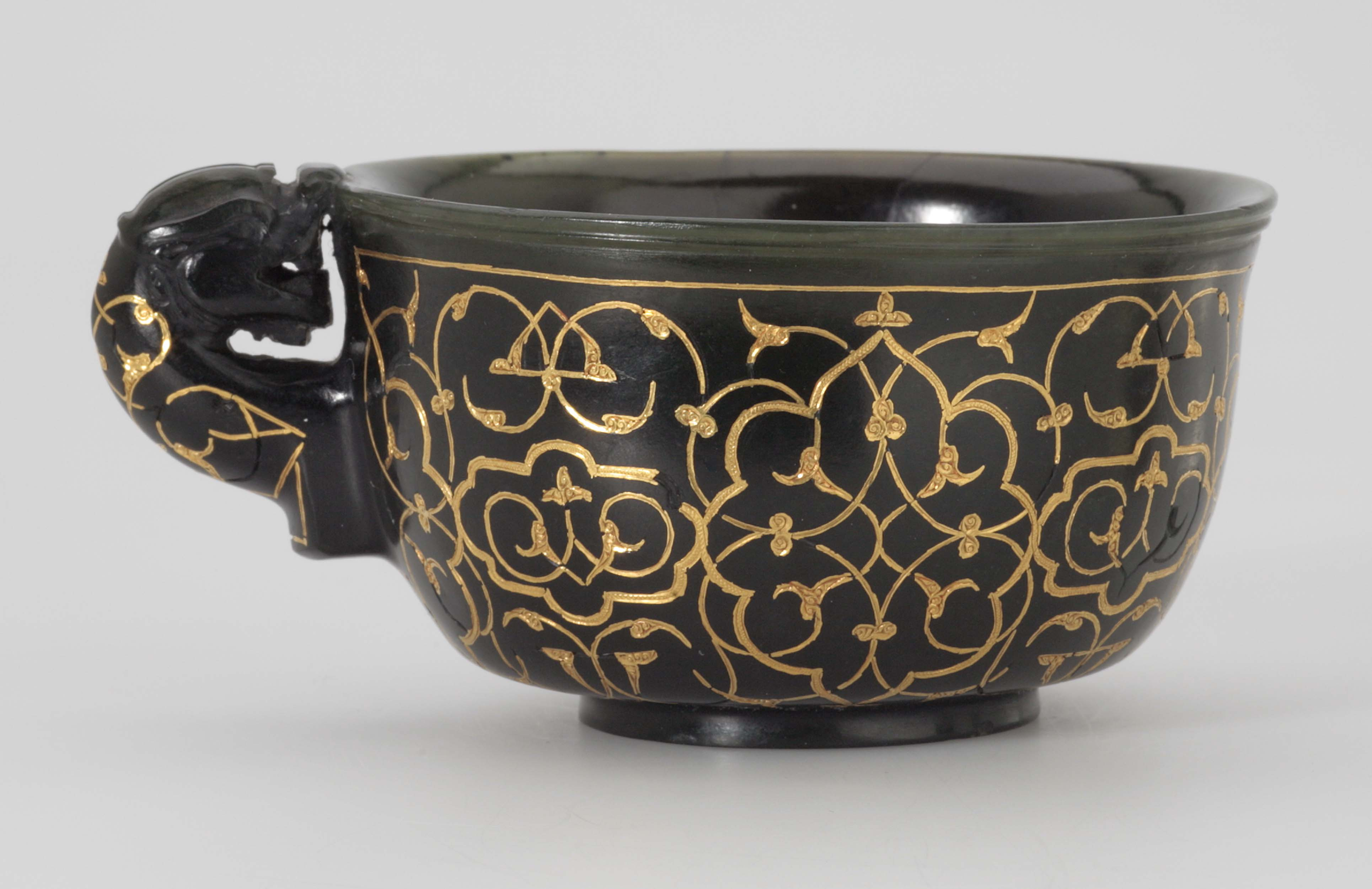
كأس بمقبض العشرة، من اليشم المطعم بالذهب، في أواخر القرن الخامس عشر
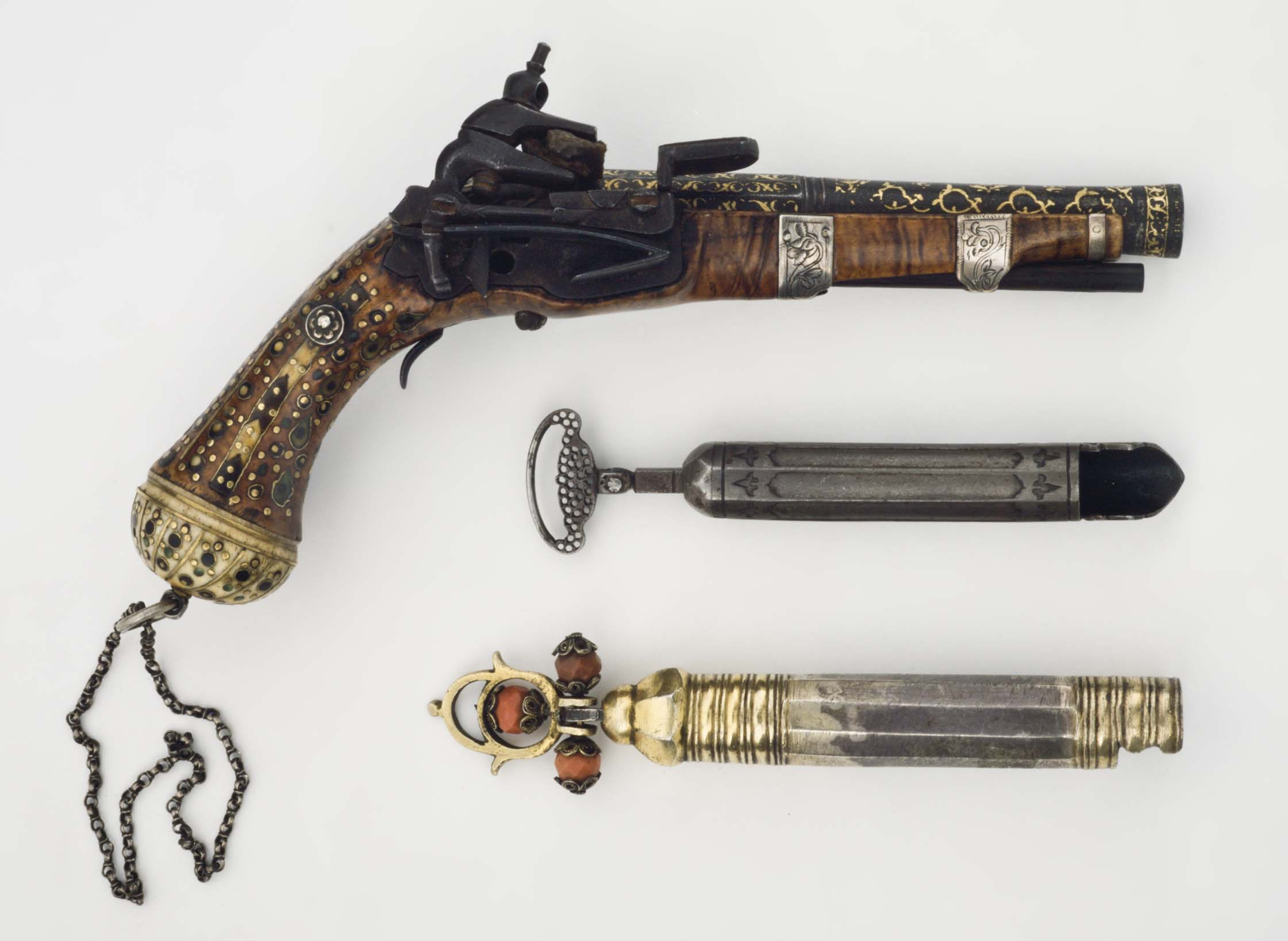
مسدس فلينتلوك، القرن السابع عشر

### المنشورات
تم نشر كتالوج جي إم روجرز لأول مرةٍ باللغتين الإنجليزية والفرنسية في عام 1995م ليتزامن مع المعرض في متحف راث في جنيف. وشمل ذلك صورًا ملونةً لـ 203 قطعةٍ معروضةٍ. صدرت إصداراتٍ إنجليزيةً محدثةً رافقت معرض بروناي في عام 1996م. تم إنتاج الطبعات الرابعة والخامسة من الكتالوج لجولة الولايات المتحدة، بما في ذلك 226 قطعةً.
- Rogers، J. M. (1995). Empire of the Sultans: Ottoman Art from the Collection of Nasser D. Khalili. Geneva: Musée d'Art et d'Histoire. ISBN:1-898592-04-7. OCLC:34380041.
- Rogers, J. M. (1995). L'empire des sultans: l'art ottoman dans la collection de Nasser D. Khalili (بالفرنسية). Geneva: Musée d'Art et d'Histoire. ISBN:9782830601190. OCLC:716306659.
- Rogers، J. M. (1996). Empire of the Sultans: Ottoman art from the collection of Nasser D. Khalili. London: Azimuth Ed. ISBN:9781898592075. OCLC:475490537.
- Rogers، J. M. (2000). Empire of the Sultans: Ottoman art of the Khalili Collection (ط. 4). London: Nour Foundation. ISBN:9780883971321. OCLC:471619620.